# Van Buren (Missouri)
Van Buren é uma cidade  localizada no estado americano de Missouri, no Condado de Carter.

## Demografia
Segundo o censo americano de 2000, a sua população era de 845 habitantes.
Em 2006, foi estimada uma população de 823, um decréscimo de 22 (-2.6%).

## Geografia
De acordo com o United States Census Bureau tem uma área de
5,2 km², dos quais 5,2 km² cobertos por terra e 0,0 km² cobertos por água.

## Localidades na vizinhança
O diagrama seguinte representa as localidades num raio de 32 km ao redor de Van Buren.